# Strophe spensérienne

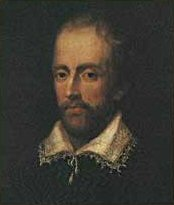
Edmund Spenser

La strophe spensérienne est une strophe inventée par Edmund Spenser pour son poème épique La Reine des fées (The Faerie Queene), écrit entre 1590 et 1596. Elle est composée de huit pentamètres iambiques et d'un alexandrin final (un hexamètre iambique) selon un schéma de rimes croisées : ABAB BCBC C.

## Historique

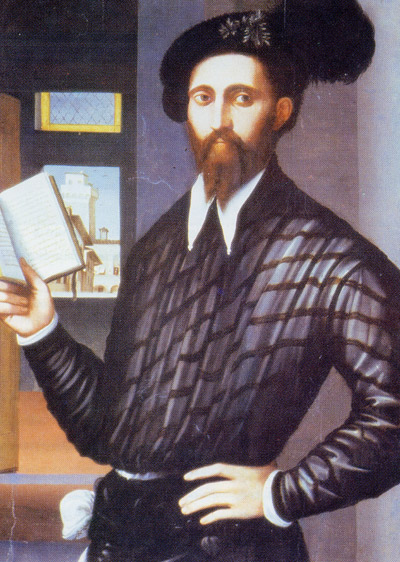
Le Tasse, 1577.
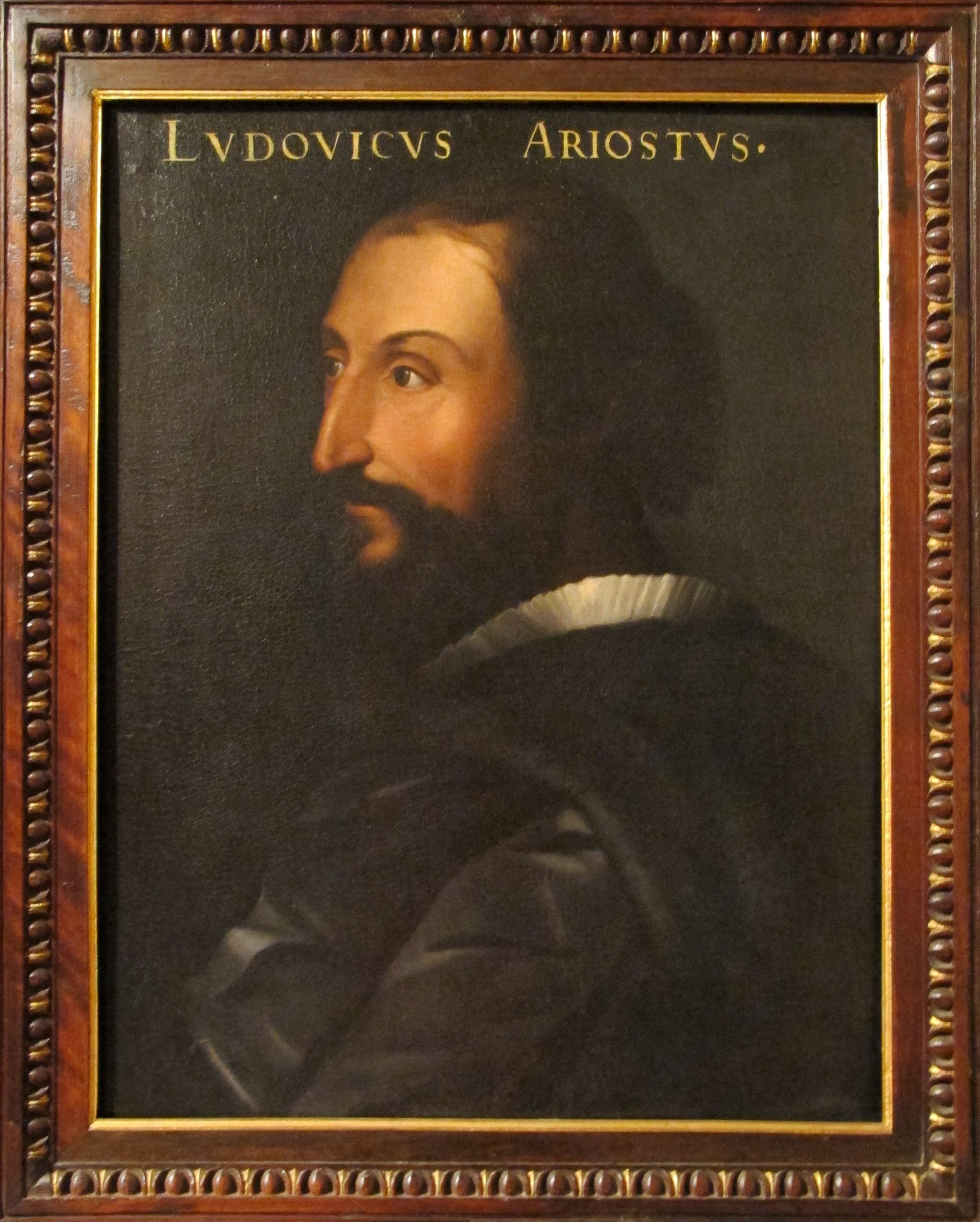
L'Arioste, ante 1588.
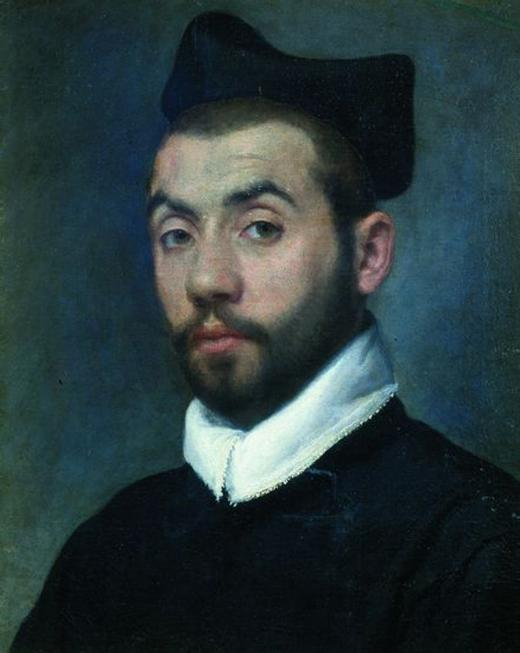
Clément Marot.
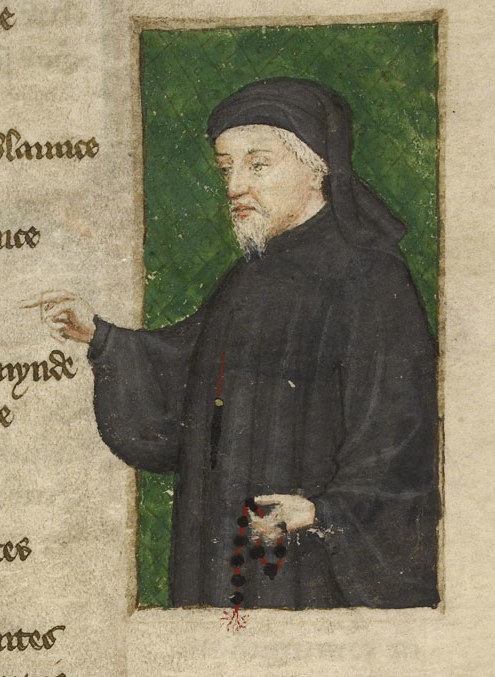
Geoffrey Chaucer, par Thomas Occleve.
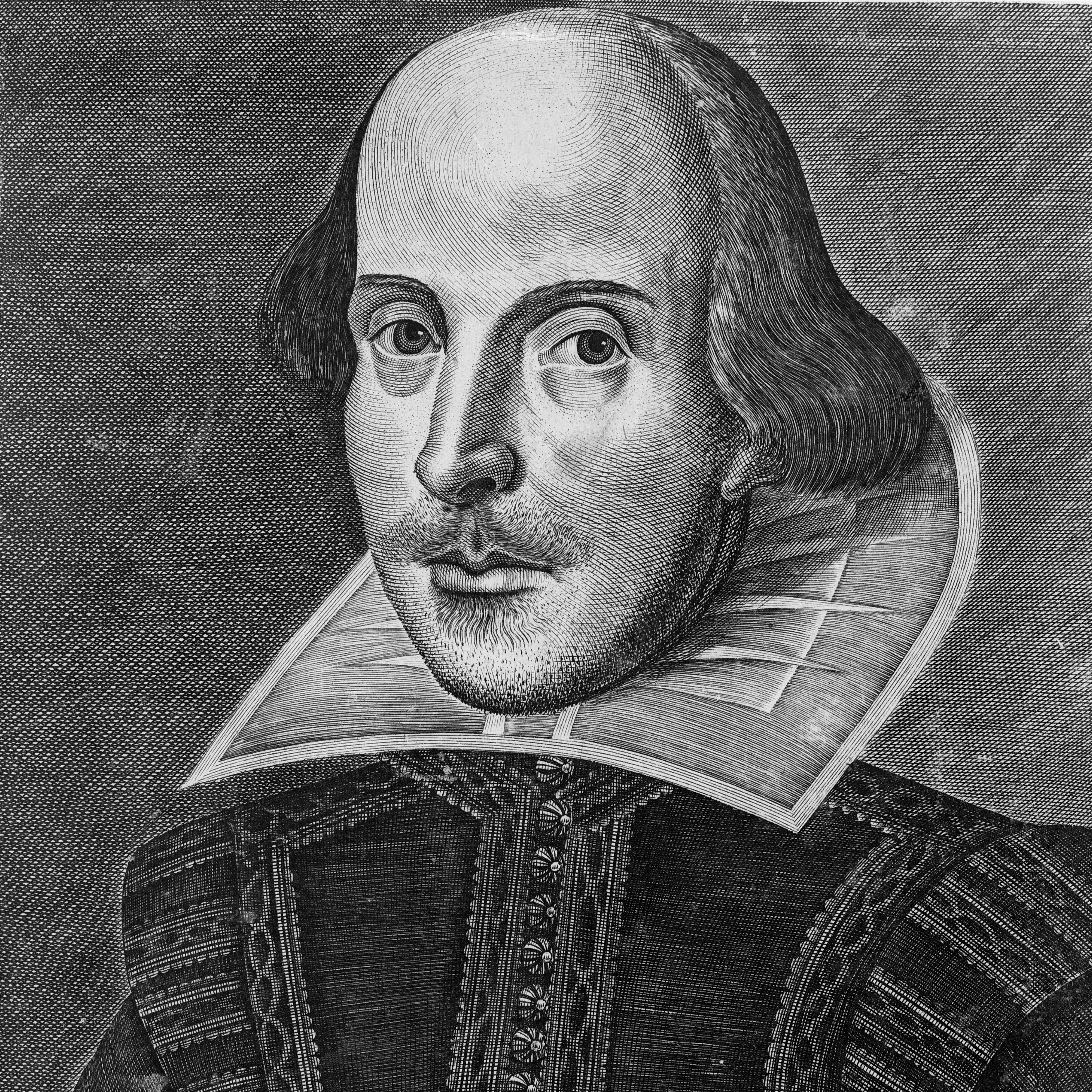
William Shakespeare, unique portrait reconnu, 1623.

Ce schéma dérive d'une octave aux rimes disposées en ABABBCBC, appelé ottava rima en Italie, qui comprend huit hendécasyllabes et a été surtout utilisée par Le Tasse et L'Arioste. En France, Marot s'en est également servi, et en Angleterre, Chaucer a repris dans Le Conte du Moine et Complaint unto Pity la rime royale qui lui ressemble, mais avec sept décasyllabes et une séquence de rimes en ABABBCC ; Shakespeare a lui aussi employé ce schéma dans Le Viol de Lucrèce, et Spenser lui-même l'a inauguré dans son églogue du Shepheardes Calender (Le Calendrier du berger), VI, June (juin), puis repris dans la strophe L'Automne de son Cortège des saisons (voir Les Saisons).

## Originalité

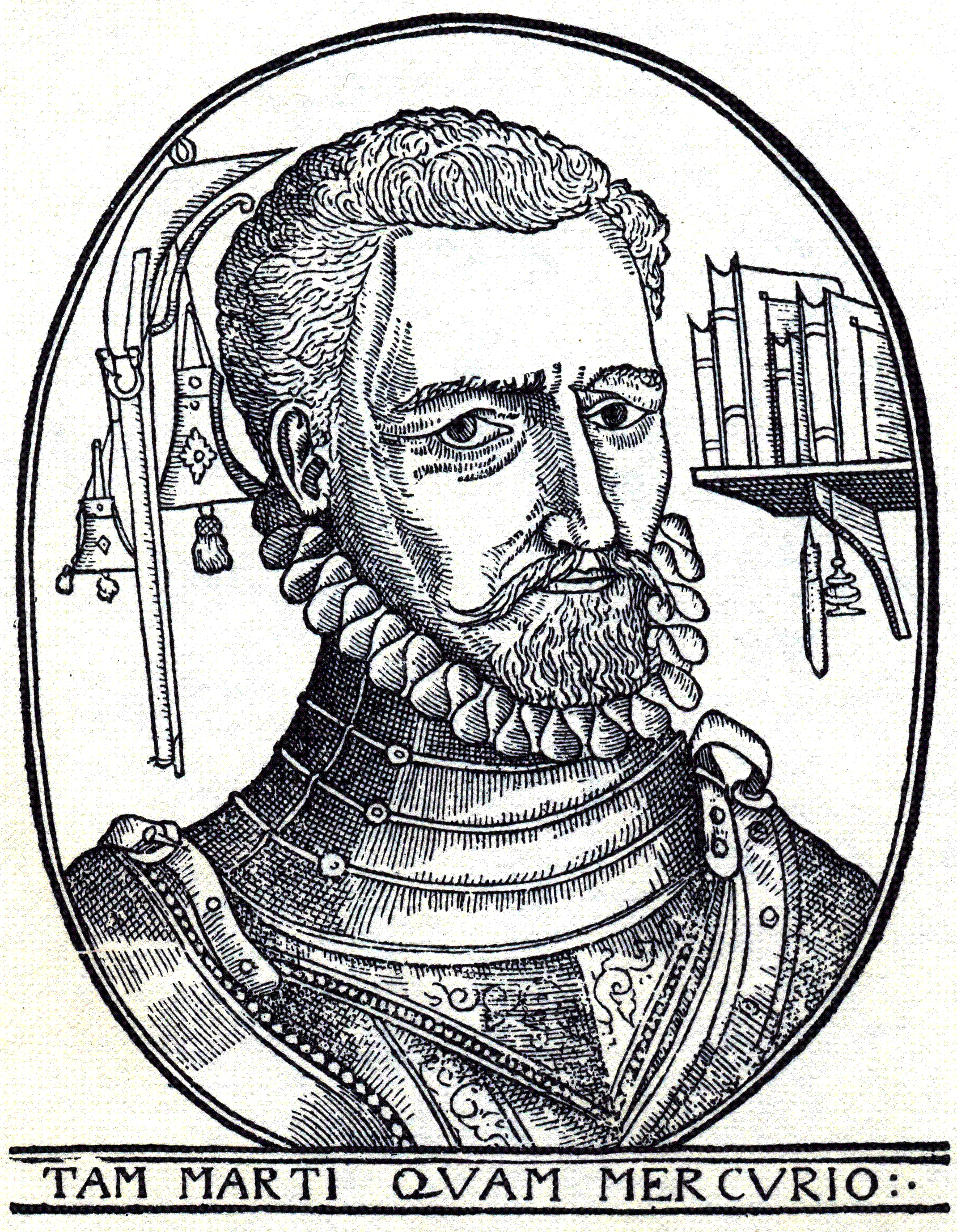
George Gascoigne, 1576.

L'innovation qui lui donne son originalité consiste dans l'adjonction d'un alexandrin final rimant avec le dernier pentamètre. Cette idée a peut-être été donnée à Spenser par George Gascoigne qui venait d'utiliser l'alexandrin final dans Plaisirs princiers de Kenilworth (The Princely Pleasures at the Courte at Kenelworth) (1576).
La strophe débute par des vers à rimes alternées ; la rime plate apparaît au cinquième vers, alors qu'une pause ou un tournant de pensée se forme après le quatrième ou le cinquième vers, que cette rime plate vient souligner en marquant la fin de la première partie ou en unissant cette dernière à la seconde. Ensuite se succèdent à nouveau les rimes alternées jusqu'à la conclusion, à la fois marquée par une nouvelle rime plate et l'effet de ritardando final produit par l'alexandrin. Ce vers apparaît comme le plus saillant de la strophe : il la détache plus que ne le fait la disposition des rimes, sans cependant en faire une unité aussi distincte qu'un sonnet. De plus, c'est lui qui fait sentir la succession incessante et, par son retour régulier, crée un effet de berceuse dans le monde créé par le poète.
Michel Poirier tire la conclusion de l'usage fait par Spenser de la strophe spensérienne : 

« Si un grand poète est celui qui sait créer ou choisir un moyen d'expression approprié à son thème, qui sait allier à la régularité du rythme et de la rime la véritable mélodie que peuvent produire les mots assemblés en un certain ordre, on ne saurait contester à Spenser la place qu'il occupe parmi les plus éminents. »

## Jugements et usage

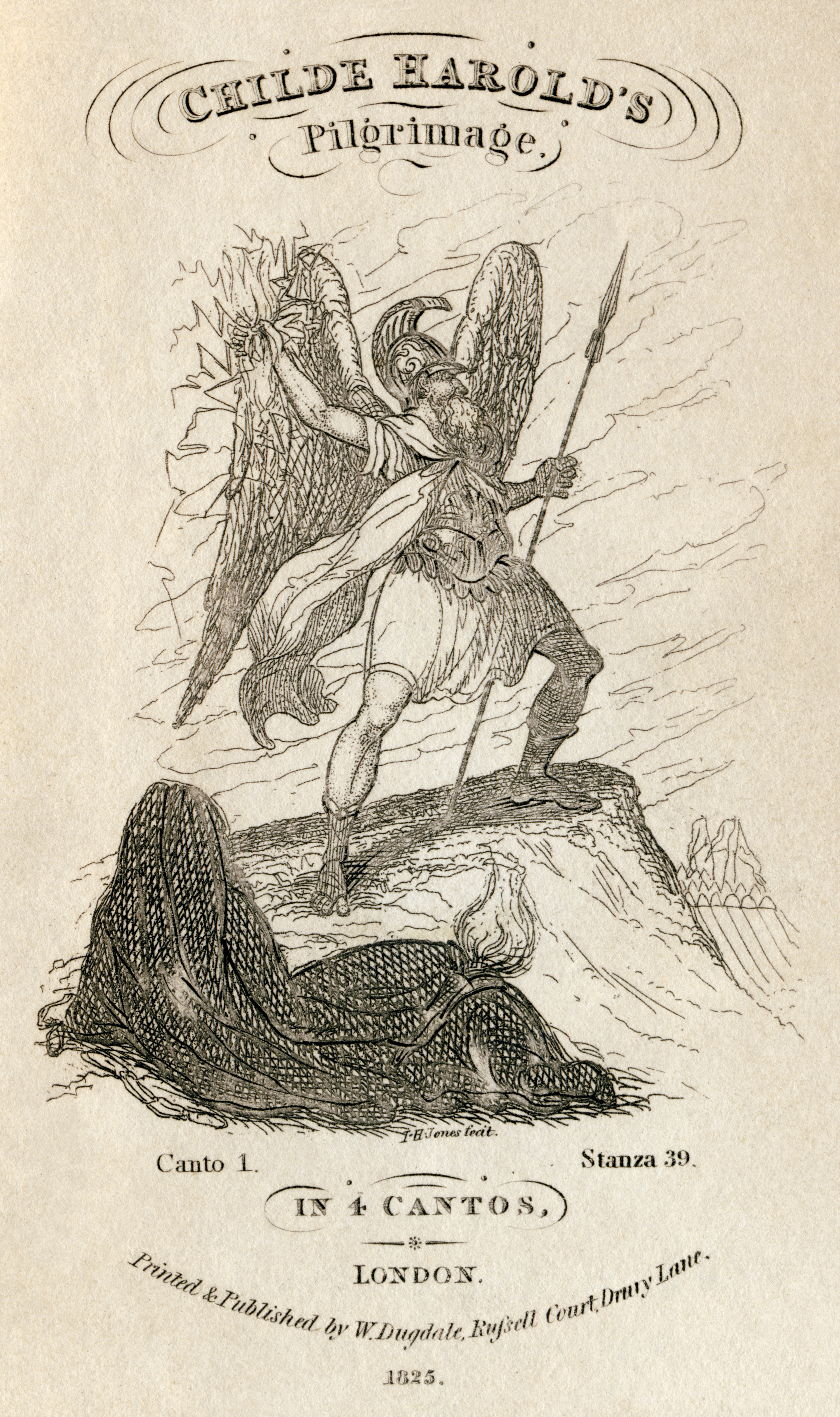
Couverture du Pèlerinage de Childe Harold, 1865.
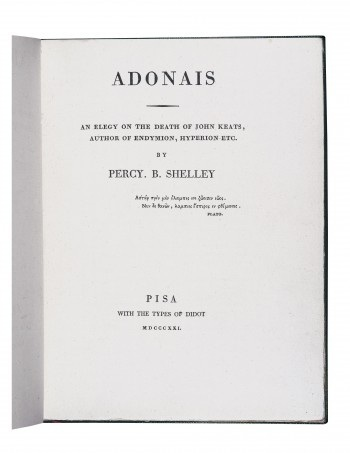
Couverture de Adonais, édition de 1821.
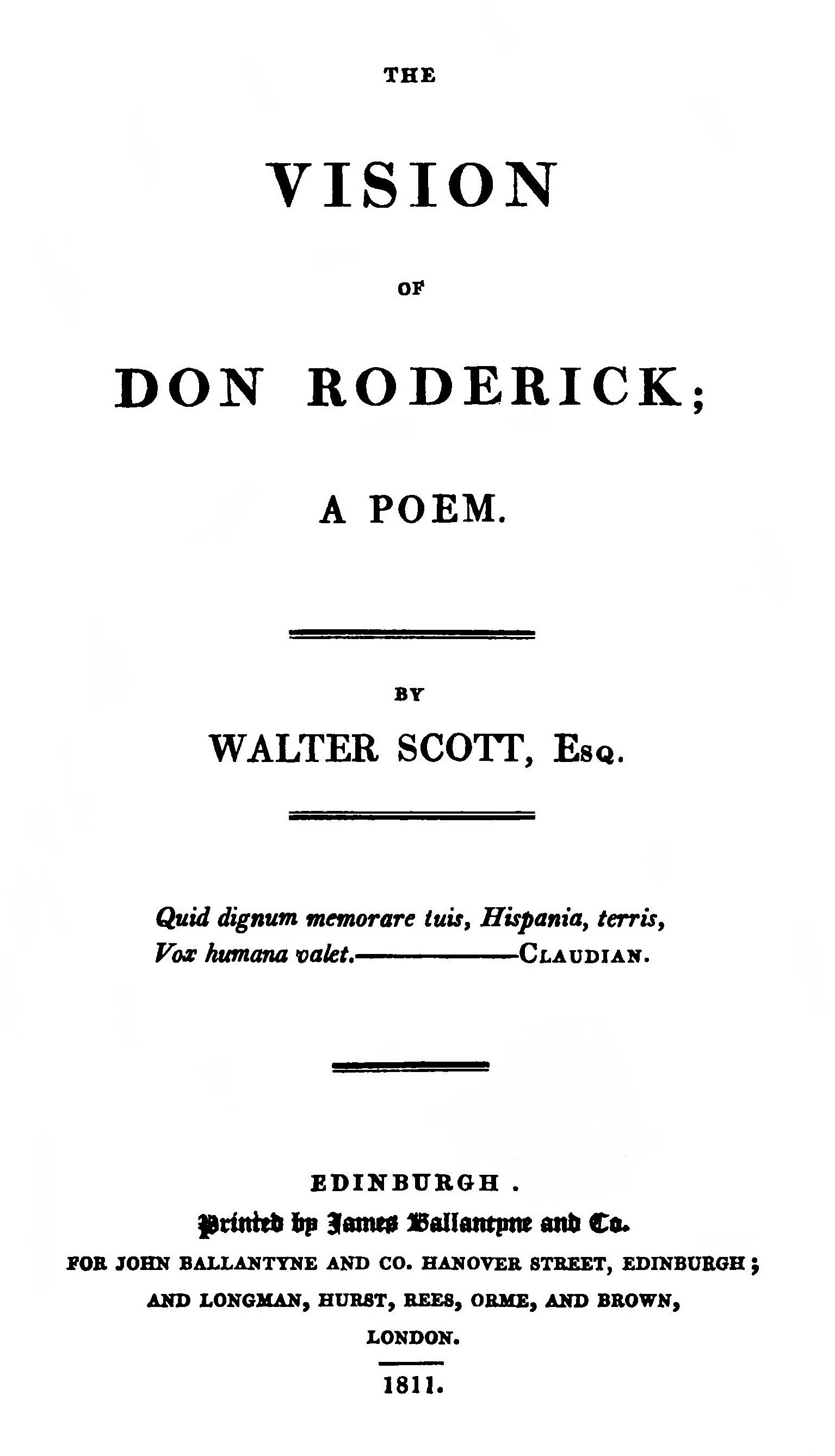
La Vision de Don Roderick, première édition, 1811.
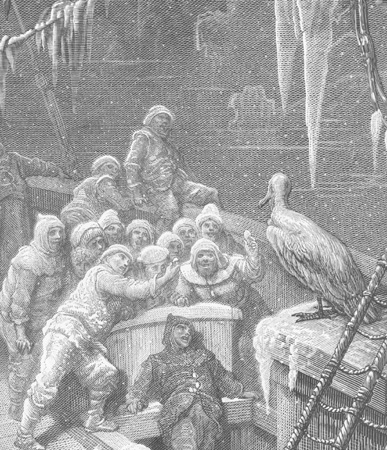
La Complainte du vieux marin, meurtre de l'albatros.
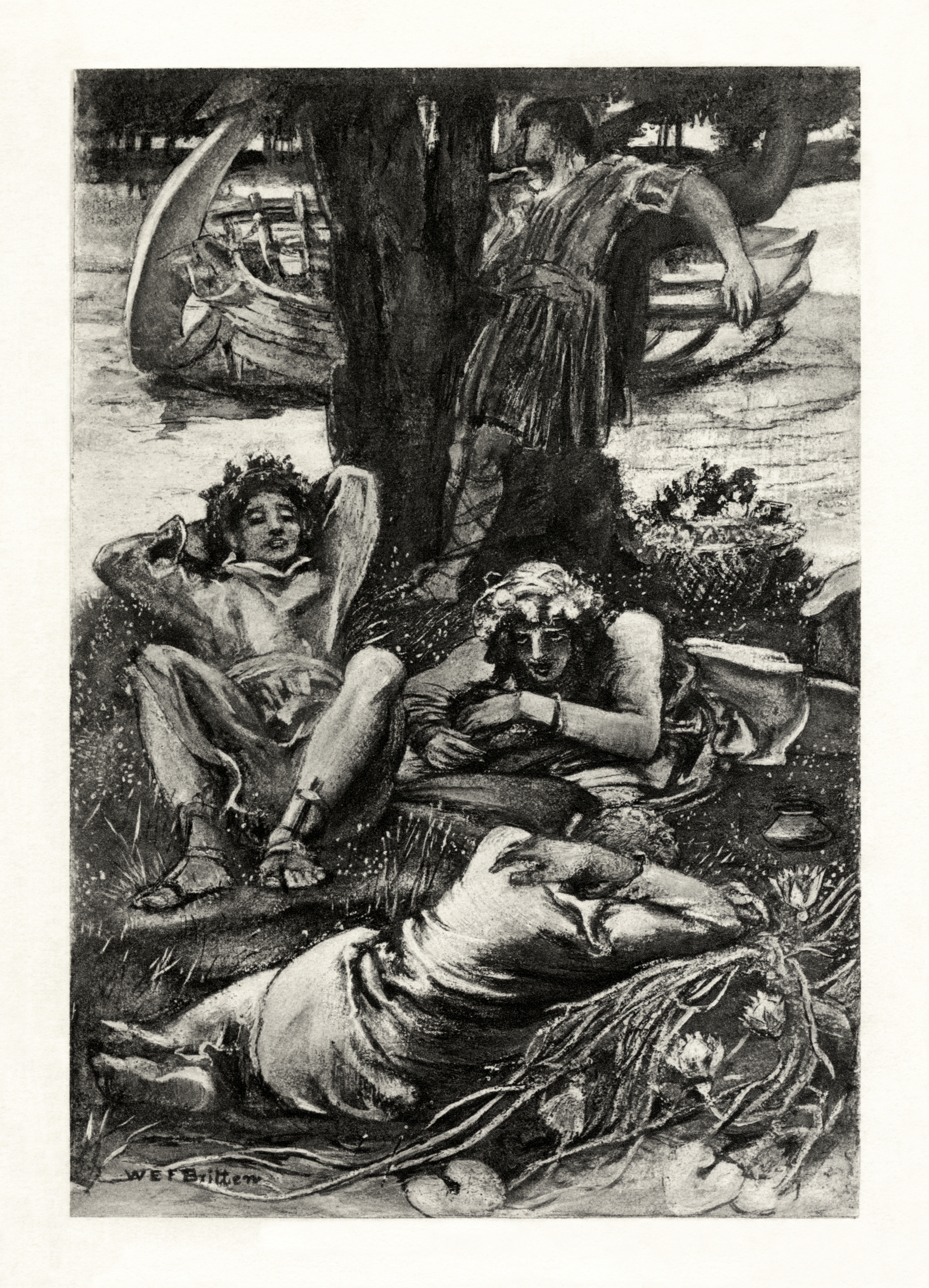
Les Mangeurs de lotus, par William Edward Frank Britten.

La strophe spensérienne a été jugée différemment selon les périodes. Le plus sévère critique est sans doute Johnson qui la trouve « à la fois difficile et désagréable, fatigante à l'oreille par son uniformité et à l'attention par sa longueur » ; en revanche, Émile Legouis l'appelle « l'horloge du pays de féerie » ; Michel Poirier juge qu'elle morcelle le récit et tend à le faire avancer par bonds successifs.

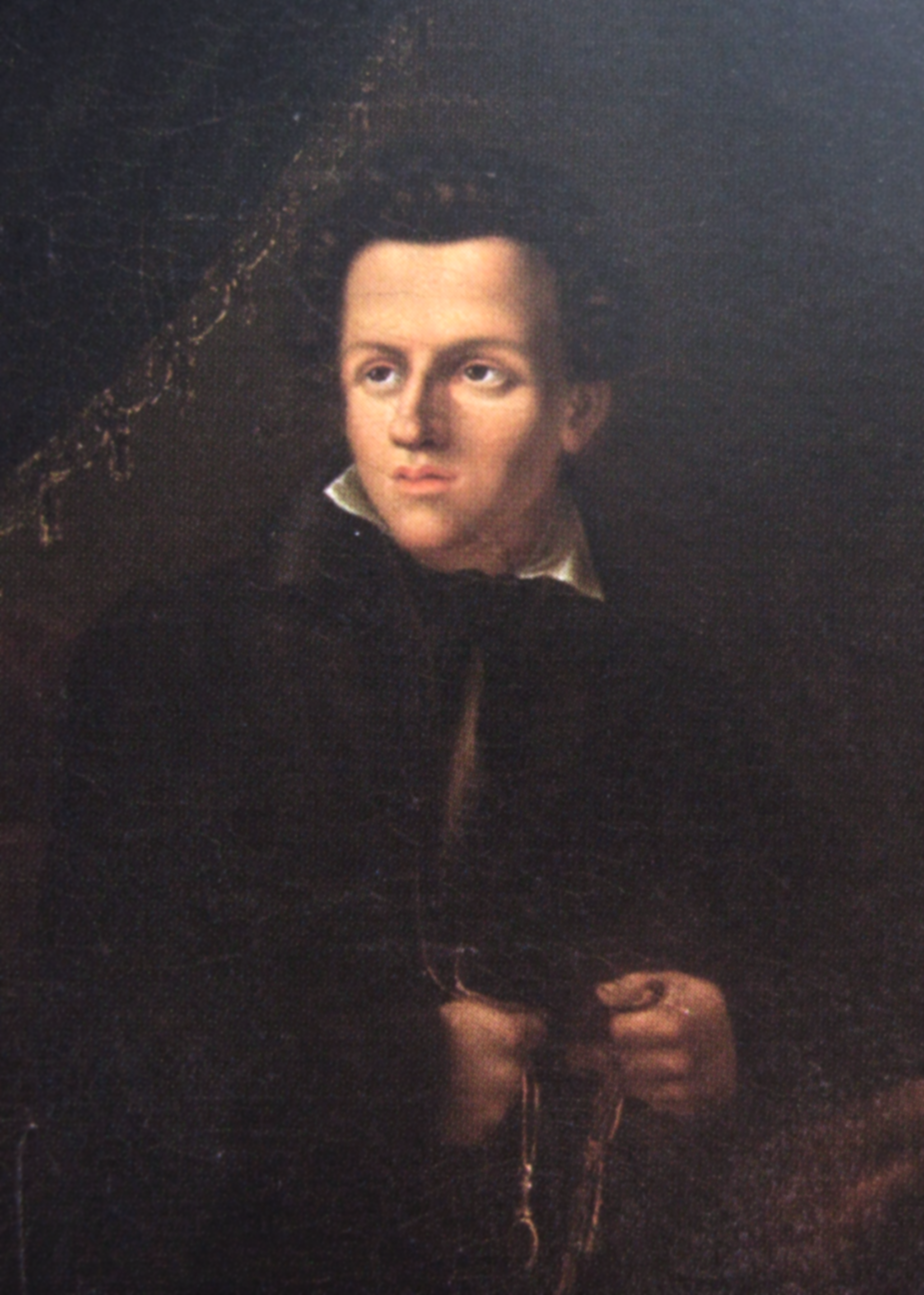
Juliusz Słowacki par Tytus Byczkowski.

Si le schéma inventé par Spenser tombe dans l'oubli après sa mort, le XIXe siècle le remet à l'honneur par plusieurs poètes romantiques ou post-romantiques. Parmi eux figurent Lord Byron dans Le Pèlerinage de Childe Harold (Childe Harold's Pilgrimage), John Keats dans La veille de la Sainte Agnès (The Eve of St. Agnes (1820), Shelley dans The Revolt of Islam et Adonais ; de même, Sir Walter Scott dans The Vision of Don Roderick, Robert Burns dans The Cotter's Saturday Night et Wordsworth dans The Female Vagrant, inclus dans les Ballades Lyriques de 1798. Enfin, Lord Tennyson l'utilise dans la première partie de Les Mangeurs de Lotus (The Lotos-Eaters), de même que John Clare dans The Harvest Morning.

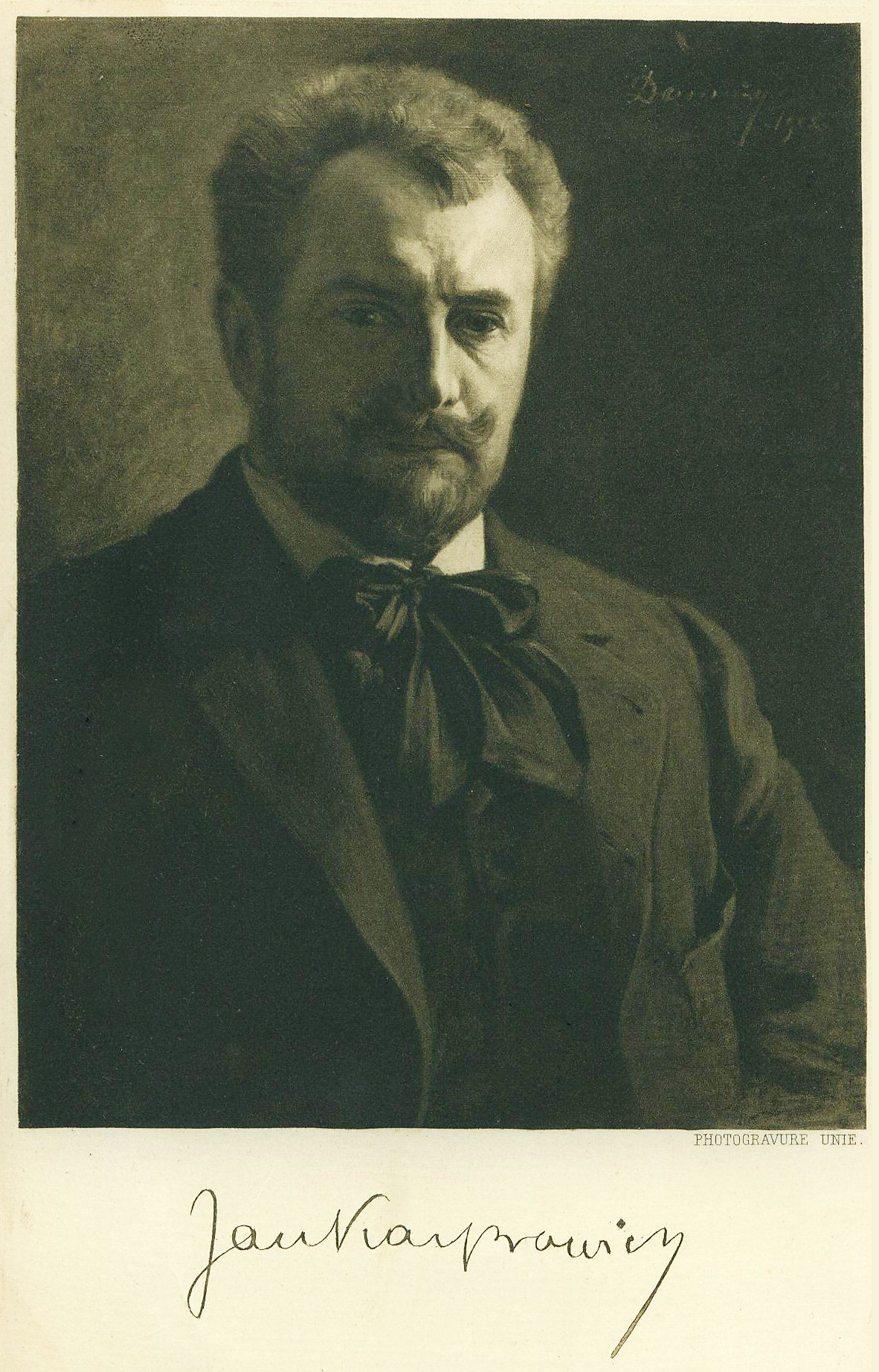
Jan Kasprowicz, 1901.

En Pologne, les poètes Juliusz Słowacki et Jan Kasprowicz, et en République tchèque Jaroslav Vrchlický ont eux aussi recours à la strophe, de même que le poète Willem Kloos au XXe siècle en Hollande.
Felicita Hemans emploie une strophe similaire dans son poème The Forest Sanctuary, avec neuf vers, soit huit pentamètres iambiques et un alexandrin, rimant selon le schéma ABABCCBDD.